# Comuna Holmsland
Holmsland (Holmsland Kommune) a fost o comună din comitatul Ringkjøbing Amt, Danemarca, care a existat între anii 1970-2006. Comuna avea o suprafață totală de 94,61 km² și o populație de 5.193 locuitori (în 2006), iar din 2007 teritoriul său face parte din comuna Ringkøbing-Skjern.
1. ↑  Danske borgmestre 1970-2018 (PDF)